# Фентезі про тварин
Фентезі про тварин — термін для історій, які стосуються олюднених тварин, це може бути в літературі, кіно чи інших медіа.

## Історія

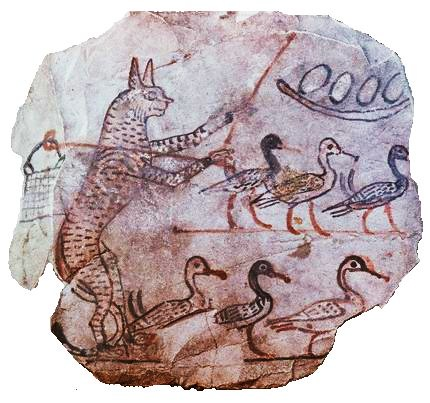
Антропоморфна кішка охороняє гусей, Єгипет, бл. 1120 рік до нашої ери

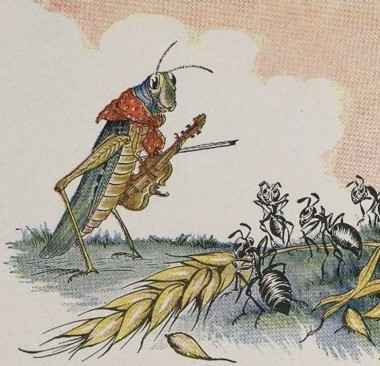
Ілюстрація до Езопової байки: «Цвіркун і Мураха», опублікована в 1919 році. Автор: Майло Вінтер.

Олюднення завжди було популярне в казках. Одними з найдавніших, які ми знаємо, є байки Езопа про тварин, які є короткими історіями про тварин, які насправді демонструють людську дурість. Пізніше вони були перетворені у римованій формі французом Лафонтеном.
Пізніше це постійно повторювана форма в народній оповіді, це можуть бути народні пісні або середньовічні вистави про лиса Робіна, який завжди обманює можновладців, така собі тваринна версія Робін Гуда або в народних казках, таких як «Троє поросят» чи «Троє козенят».
Авторські казки також мають багато прикладів. Скажімо, Ганс Крістіан Андерсен написав такий твір, як «Гидке каченя».

## Аудиторія
Фентезі про тварин особливо асоціюються з дитячими книжками. Недарма багато з того, що написано та зроблено для дітей, є тваринним фентезі. Було багато критики щодо надмірного споживання даного інструментарію, але діти отримали чудові фентезі про тварин, наприклад Вітер у вербах Кеннета Грема та Тварини Турбйорна Еґнера в Hakkebakkeskoven.
Проте є тваринне фентезі, де цільовою аудиторією є дорослі. Очевидним прикладом цього є «Товариш Наполеон» Джорджа Орвелла (Колгосп тварин), а також перші книги Річарда Адамса, Канінб'ергета, Шардіка та Хундефлюгтена.
більш різноманітні приклади тваринного фентезі у мультфільмах. Прикладом є Тома і Джеррі Волта Діснея.
Новітніша комп'ютерна технологія дозволила створювати дуже переконливі живі ігрові фільми цього жанру, як-от Бейб.

## Рівні олюднення

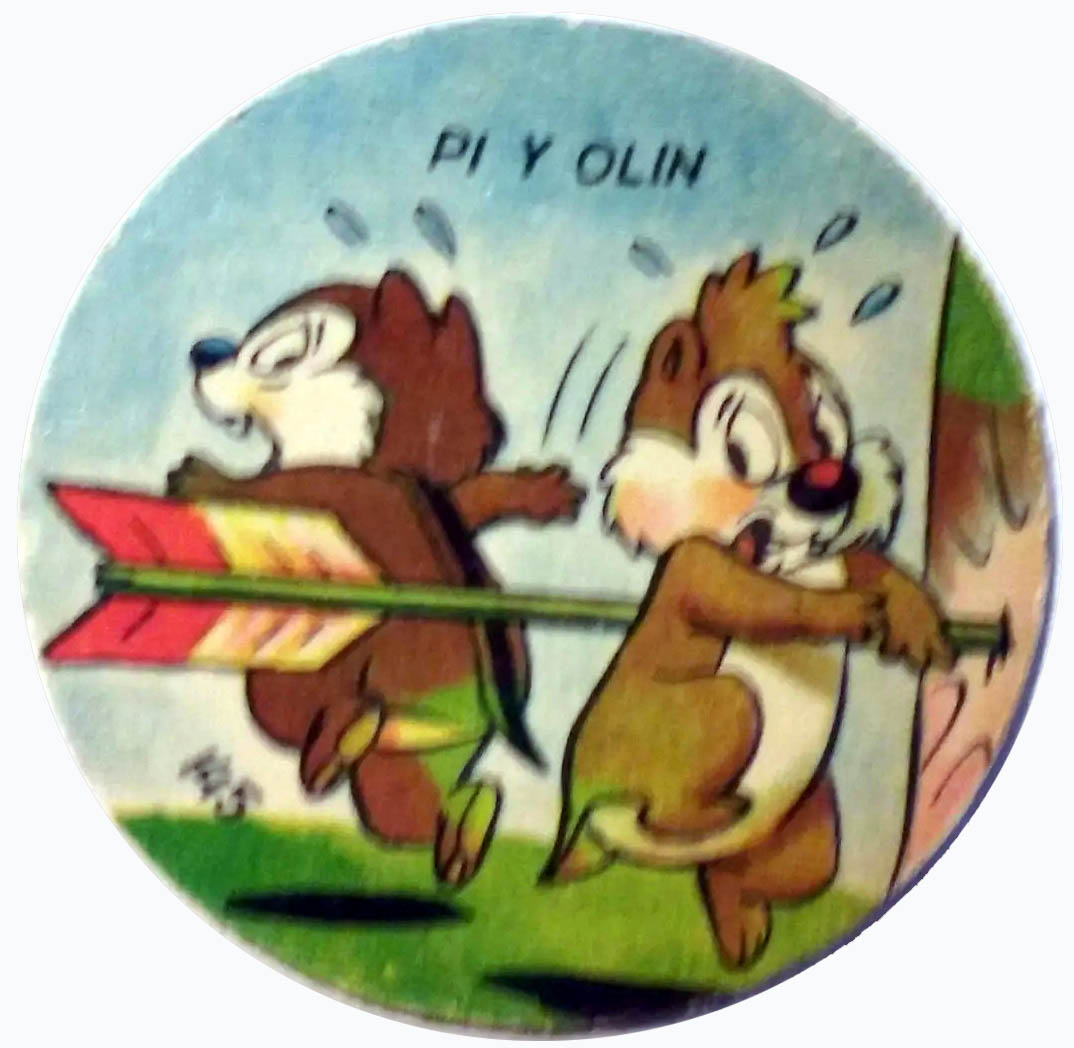
Чіп і Дейл

Олюднення тварин може відбуватися на трьох рівнях.
Перший рівень — коли тварини забезпечені людськими почуттями та думками, але в іншому поводяться, як зазвичай тварини. Тут, як приклад із всесвіту Діснея, можна згадати Плуто, який не говорить нічого, крім виття, як інші собаки, і живе з господарем у собачій будці, але набув людських емоцій.
Другий рівень — коли, окрім думок і почуттів, тварини можуть говорити, але в іншому живуть, як тварини. Прикладом є книги Річарда Адамса, у зв'язку з цим можна згадати діснеєвських Чіпа і Дейла.
Третій рівень — коли вони повністю вилучені зі свого біотопу і живуть як люди в одязі на тілі та в будинках, можливо навіть у містах. Це найпоширеніша річ у проєктах Disney.
Тоді в одній роботі можуть бути змішані форми трьох ступенів, це стосується, напр. Тварини в Гаккебаккесковені.
Дана форма популярна від часів первісності до наших днів.

## Приклади фентезі про тварин
- Річард Адамс Люди пасовищ
- Річард Адамс Чумні пси
- Аерон Клемент Холодні місяці
- Ерін Гантер серія Коти-вояки
- Брайан Жак серія Сказання про Редволл
- Робін Джарвіс серія Пригоди дептфордських мишей